# Брацлавка
Брацлавка — село в Адамовском районе Оренбургской области. Административный центр Брацлавского сельсовета.

## История
Село основано в 1907 г. переселенцами из села Бортники Брацлавского уезда Подольской губернии. По названию прежнего места жительства переселенцев село и получило название. В период коллективизации организован колхоз «Красный Партизан». В 1951 г. создается машино-животноводческая станция, в 1954 г. преобразована в машино-тракторную. В 1954 г. колхоз преобразован в совхоз «Брацлавский».

## Население
| 2010 |
| ---- |
| 947  |